# الستید (نیوهمپشایر)
الستید، نیوهمپشایر (به انگلیسی: Alstead, New Hampshire) یک شهرک در ایالات متحده آمریکا است که در شهرستان چشایر، نیوهمپشایر واقع شده‌است..

## خصوصیات
الستید ۱۰۱٫۹ کیلومترمربع مساحت و ۱٬۹۳۷ نفر جمعیت دارد و ۱۴۶ متر بالاتر از سطح دریا واقع شده‌است.

## نگارخانه

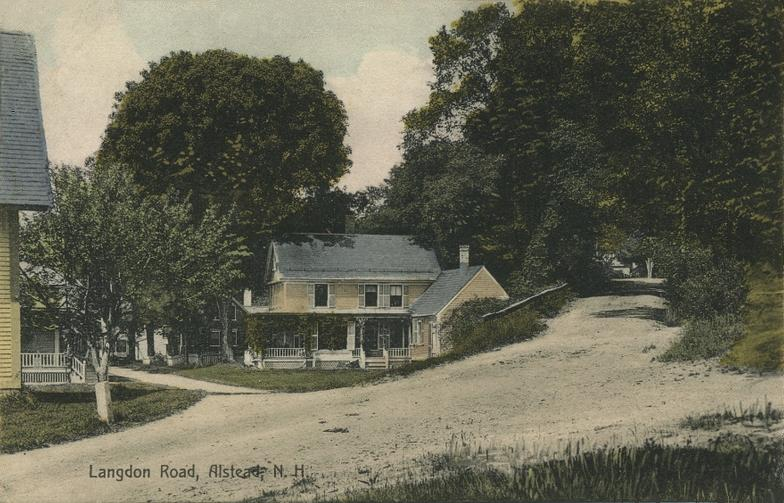
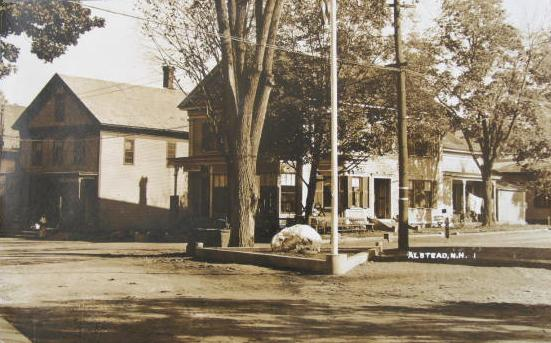
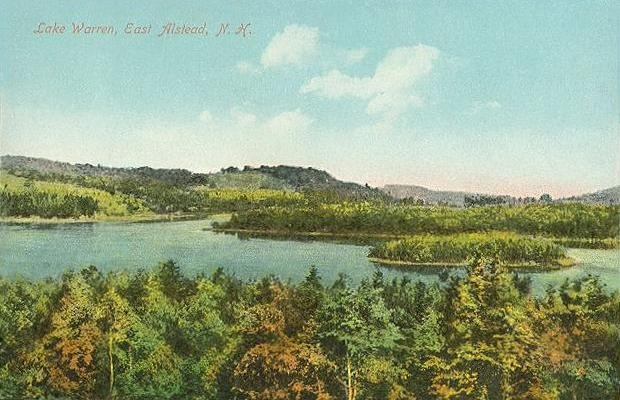